# سوريا.
سوريا. è il dominio di primo livello nazionale (ccTLD) internazionalizzato assegnato alla Siria.